# Dammermaniella elegantula
Dammermaniella elegantula là một loài tò vò trong họ Ichneumonidae.